# Le Mistingo
Le Mistingo est une chanson française de l’entre-deux-guerres, interprétée par le duo Bach et Laverne. Cette musique est écrite par Ch. Gerin au tout début des années 30. Elle met en scène une chanson sous rythme militaire et des paroles en argot.

## Les origines
Le duo, composé du comique troupier Bach et du comédien Henry-Laverne connait le succès avec le Mistingo au début des années 30.

## Reprise parLes Charlots
La chanson est reprise par les Charlots en 1968 sur l'album Caf' Conc' Charlots (Disques Vogue).
En 1969, Les Charlots interprètent la chanson sur le plateau de l'émission Les Français écrivent aux Shadoks présentée par Jean Yanne.